# Aleuroclava angkorensis
Aleuroclava angkorensis là một loài côn trùng cánh nửa trong họ Aleyrodidae, phân họ Aleyrodinae.
Aleuroclava angkorensis được Takahashi miêu tả khoa học đầu tiên năm 1942.